# Color TV-Game
A série Color TV-Game de cinco consoles de videogame domésticos dedicados foi criada pela Nintendo e lançada apenas no Japão. A Nintendo vendeu três milhões de unidades dos primeiros quatro modelos: um milhão de unidades de cada um dos dois primeiros modelos, Color TV-Game 6 e 15; e meio milhão de unidades de cada um dos dois modelos seguintes, Block Breaker e Racing 112. A série Color TV-Game tem os maiores números de vendas de toda a primeira geração de consoles de videogame. Os sistemas podem funcionar com baterias C ou um adaptador AC. É também o primeiro console a ser lançado pela Nintendo.

## História
No final da década de 1970, a Nintendo começou a se afastar dos brinquedos e cartas de jogar para o mercado de videogames em rápido crescimento. Sua decisão foi baseada no lançamento do jogo de arcade de enorme sucesso Space Invaders, da Taito, e na crise do petróleo de 1973, tornando os brinquedos caros de produzir. A primeira incursão da Nintendo na indústria foi Computer Othello em 1975. Eles seguiram com jogos como Sheriff, Space Fever e EVR-Race. A maioria deles não teve sucesso, mas fez a Nintendo ver os videogames como o próximo mercado a entrar. O mercado de consoles domésticos também viu um aumento em popularidade, particularmente na América do Norte com o lançamento do sistema Pong da Atari em 1975. Isso fez com que o mercado fosse inundado com jogos de "videotênis" semelhantes, enquanto as empresas lutavam para lucrar com seu sucesso. A Nintendo não foi exceção e decidiu fazer seu próprio sistema Pong dedicado como uma forma de trazer sua popularidade para o Japão.
Os consoles do Color TV-Game foram produzidos em conjunto pela Nintendo Research & Development 2 e Mitsubishi Electronics. A Nintendo não tinha nenhum conhecimento prévio de fabricação de eletrônicos, então eles recrutaram a ajuda da Mitsubishi para produzi-los em massa. A Mitsubishi ajudou anteriormente a Nintendo na produção do EVR Race, o que proporcionou um bom relacionamento entre as duas empresas. Para os dois primeiros consoles, Color TV-Game 6 e Color TV-Game 15, a Nintendo adquiriu uma licença da Magnavox que lhes permitia produzir seus próprios consoles de jogos no estilo Pong. Magnavox criou o conceito original de Pong para seu console Magnavox Odyssey, que inspirou Atari a criar um jogo semelhante para fliperamas. Isso irritou o fundador da Magnavox, Ralph H. Baer, que processou a Atari por infringir seus direitos. O presidente da Nintendo, Hiroshi Yamauchi, especificou que os consoles deveriam ser produzidos rapidamente e com peças mais baratas para reduzir os custos de produção. Ele queria que os sistemas fossem baratos para o consumidor comprar, a fim de dar a eles uma vantagem sobre seus rivais. Os jogos de TV 6 e 15 exigiram pouco tempo de produção devido à sua simplicidade. A Mitsubishi fez pequenas alterações e correções nos sistemas antes de serem lançados.
O Color TV-Game 6 foi lançado em 1º de junho de 1977. Ele foi vendido a ¥ 9.800, significativamente mais baixo do que os sistemas concorrentes. A Nintendo usou isso como uma ferramenta de marketing. Como o título indica, ele contém seis variações de Pong, como adicionar pás adicionais, diminuir o tamanho das pás e adicionar escudos defletores no centro da tela. Ele pode ser alimentado por baterias ou por um adaptador de energia vendido separadamente. Pouco depois de seu lançamento, a Nintendo lançou uma versão melhorada do TV-Game 6, apresentando um invólucro branco creme e removendo o adaptador de força. Uma segunda variação foi produzida como parte de uma promoção com a empresa de alimentos House Foods para promover o macarrão instantâneo House Shanmen. É idêntico ao TV-Game 6 original, mas tem o logotipo House Shanmen na caixa. Esta versão foi produzida em quantidades muito limitadas, tornando-a extremamente rara. Sharp Electronics produziu versões de cor laranja escuro do TV-Game 6 para empacotar com seus aparelhos de televisão.
Uma semana depois, em 8 de junho, a Nintendo lançou o Color TV-Game 15. Ele foi vendido por ¥ 15.000, cerca de 50% a mais do que o TV-Game 6. Em certo sentido, o TV-Game 15 foi um relançamento da TV Game 6; o último tinha quinze jogos, mas apenas seis eram jogáveis fora da caixa. O TV-Game 15 possui controladores removíveis que são armazenados em um pequeno compartimento no sistema. A Nintendo produziu um segundo modelo do TV-Game 15 com uma caixa laranja-avermelhada, que teve uma produção mais longa e, como tal, são mais comuns do que a versão laranja. Sharp fez uma versão de cor branca que foi renomeada Color TV-Game XG-115.
A terceira unidade, o Color TV Game Racing 112, foi publicado em 8 de junho de 1978. É significativamente maior do que as duas unidades anteriores, com uma caixa de remessa maior para acompanhá-lo. Racing 112 foi programado para ser lançado em ¥ 18.000, mas foi reduzido para ¥ 12.000 para garantir a competitividade. Posteriormente, foi reduzido para ¥ 5.000. Para evitar que a máquina exija uma caixa maior, a roda é destacável do console. O jogo embutido é uma corrida de cima para baixo semelhante ao Speed Race, um jogo de arcade lançado pela Taito em 1974. As variações incluem uma largura de tela menor e oponentes que se movem mais rápido, com todas as combinações de jogo possíveis totalizando 112. O console também vem com dois controladores de paddle que permitem multiplayer. Ele foi seguido pelo Color TV Game Block Kuzushi, lançado por ¥ 13.500 em 23 de abril de 1979. O sistema foi produzido internamente pela Nintendo, permitindo que seu nome fosse exibido com destaque. Block Kuzushi inclui seis variações de Breakout, um jogo de arcade lançado na América pela Atari. A própria Nintendo lançou um clone de Breakout intitulado Block Fever para fliperamas japoneses em 1978. A empresa rival Epoch lançou o console TV Block no Japão, que foi bem-sucedido e deu lugar a uma competição constante de outras empresas, incluindo a Nintendo. O invólucro do sistema foi projetado pelo criador de Mario, Shigeru Miyamoto. É um de seus primeiros projetos de videogame após ingressar na Nintendo em 1977. Os jogos integrados para Racing 112 e Block Kuzushi foram projetados por Takehiro Izushi. A Nintendo realizou competições em lojas de departamento para promover o Block Kuzushi, onde os vencedores receberam uma nota de parabéns e uma medalha.
O console final, o Computer TV Game, foi lançado em 1980. Como os consoles dedicados estavam perdendo popularidade, o Computer TV Game foi produzido apenas em quantidades limitadas, tornando-o extremamente raro. Miyamoto mais uma vez projetou a caixa branca do sistema, bem como a embalagem. Ele também foi produzido internamente, sem a ajuda de empresas externas. Computer TV-Game contém uma porta de Computer Othello, e é construído em torno de uma placa de sistema de arcade Computer Othello original. Isso o torna uma versão perfeita de arcade, uma visão incomum durante o início dos anos 1980. Toda a série Color TV-Game foi descontinuada em favor do Family Computer em 1983, um sistema baseado em cartucho que podia rodar centenas de jogos. O Famicom, e sua contraparte internacional, o Nintendo Entertainment System vendeu milhões e solidificou a presença da Nintendo no mercado de hardware de videogame.

## Legado
A série Color TV-Game fez muito sucesso para a Nintendo e foi um sucesso comercial. O Color TV-Game 6 e o Color TV-Game 15 venderam um milhão de unidades cada. Racing 112 e Block Kuzushi venderam meio milhão de unidades cada. Seu sucesso levou a Nintendo a continuar perseguindo o mercado de videogames, o que inevitavelmente levou à criação do Family Computer e do Nintendo Entertainment System. Publicações o reconheceram como sendo os primeiros consoles de videogame da Nintendo. Erik Voskuil, escrevendo para seu blog BeforeMario, acredita que parte do motivo do sucesso da série Color TV-Game foi seu preço baixo, muito mais barato do que a concorrência. Ele escreveu que: "Quase trinta e cinco anos e várias gerações de consoles de videogame Nintendo cada vez melhores e multimilionários, podemos refletir sobre este momento como o início de algo muito, muito grande." Em seu livro de 2004 Power-Up: Como os videogames japoneses deram ao mundo uma vida extra, Chris Kohler afirma que a caixa colorida desempenhou um papel no bom desempenho dos sistemas, dizendo que eles se pareciam mais com brinquedos do que com consoles de videogame. Luke Plunkett da Kotaku reconheceu os consoles por sua importância como a primeira incursão da Nintendo no mercado, e por ser influente para seu próximo sistema. Plunkett concordou com a Voskuil na série ser bem-sucedida por seu preço baixo, ao estabelecer a atitude da Nintendo de "os consoles devem ser vendidos com lucro" que continua até hoje. Benj Edwards da PC Magazine que as unidades Color TV-Game 6 e Color TV-Game 15 em particular deram à Nintendo fé no mercado devido ao seu sucesso comercial. Ele também observou que o Block Kuzushi marcou a estreia de Shigeru Miyamoto, uma figura importante dentro da empresa.
A Nintendo referenciou os sistemas Color TV-Game e seus jogos integrados em outras franquias. Acredita-se que Alleyway, um título de lançamento do Game Boy, seja baseado no Color TV-Game Block Kuzushi. O jornalista Jeremy Parish chegou a dizer que Alleyway é um retrocesso ao Block Kuzushi, por ter sido cimentado nas raízes corporativas da Nintendo. WarioWare, Inc .: Mega Microgames! inclui um minijogo baseado em Racing 112, onde o jogador tem cinco segundos para se esquivar dos carros em movimento. Faz parte do palco do 9-Volt, que compreende minijogos com videogames antigos da Nintendo. Um minijogo Color TV-Game 6 aparece no estágio de 9 volts e 18 volts em WarioWare: Smooth Moves. Um troféu de assistência baseado no TV-Game 15 aparece em Super Smash Bros. para Nintendo 3DS e Wii U e seu sucessor Super Smash Bros. Ultimate. Quando convocado, ele gera um par de remos que lançam uma bola pelo nível, o que infligirá danos aos lutadores que o tocarem.

## Vendas
A Nintendo conseguiu fazer sucesso, com mais de 3 000 000 milhões de vendas.
|  |  |  |

|  |  |  |